# Fontenay-Saint-Père
Fontenay-Saint-Père és un municipi francès, situat al departament d'Yvelines i a la regió de Illa de França. L'any 2007 tenia 990 habitants.
Forma part del cantó de Limay, del districte de Rambouillet i de la Comunitat urbana Grand Paris Seine et Oise.

## Demografia

### Població
El 2007 la població de fet de Fontenay-Saint-Père era de 990 persones. Hi havia 362 famílies, de les quals 68 eren unipersonals (36 homes vivint sols i 32 dones vivint soles), 111 parelles sense fills, 159 parelles amb fills i 24 famílies monoparentals amb fills.
La població ha evolucionat segons el següent gràfic:
Habitants censats

### Habitatges
El 2007 hi havia 419 habitatges, 364 eren l'habitatge principal de la família, 27 eren segones residències i 28 estaven desocupats. 394 eren cases i 23 eren apartaments. Dels 364 habitatges principals, 311 estaven ocupats pels seus propietaris, 45 estaven llogats i ocupats pels llogaters i 9 estaven cedits a títol gratuït; 8 tenien una cambra, 16 en tenien dues, 45 en tenien tres, 98 en tenien quatre i 197 en tenien cinc o més. 283 habitatges disposaven pel capbaix d'una plaça de pàrquing. A 117 habitatges hi havia un automòbil i a 230 n'hi havia dos o més.

### Piràmide de població
La piràmide de població per edats i sexe el 2009 era:
| Homes | Edats   | Dones |
| ----- | ------- | ----- |
| 0     | 95 o +  | 0     |
| 0     | 90 a 94 | 4     |
| 8     | 85 a 89 | 8     |
| 8     | 80 a 84 | 0     |
| 8     | 75 a 79 | 16    |
| 8     | 70 a 74 | 8     |
| 32    | 65 a 69 | 28    |
| 8     | 60 a 64 | 16    |
| 20    | 55 a 59 | 24    |
| 32    | 50 a 54 | 28    |
| 44    | 45 a 49 | 28    |
| 48    | 40 a 44 | 36    |
| 44    | 35 a 39 | 72    |
| 36    | 30 a 34 | 40    |
| 32    | 25 a 29 | 20    |
| 20    | 20 a 24 | 36    |
| 20    | 15 a 19 | 24    |
| 44    | 10 a 14 | 24    |
| 52    | 5 a 9   | 36    |
| 24    | 0 a 4   | 40    |

## Economia
El 2007 la població en edat de treballar era de 661 persones, 505 eren actives i 156 eren inactives. De les 505 persones actives 478 estaven ocupades (261 homes i 217 dones) i 27 estaven aturades (12 homes i 15 dones). De les 156 persones inactives 58 estaven jubilades, 59 estaven estudiant i 39 estaven classificades com a «altres inactius».

### Ingressos
El 2009 a Fontenay-Saint-Père hi havia 362 unitats fiscals que integraven 1.002,5 persones, la mediana anual d'ingressos fiscals per persona era de 25.802 €.

### Activitats econòmiques
Dels 32 establiments que hi havia el 2007, 1 era d'una empresa extractiva, 2 d'empreses de fabricació d'altres productes industrials, 11 d'empreses de construcció, 2 d'empreses de comerç i reparació d'automòbils, 2 d'empreses de transport, 2 d'empreses d'hostatgeria i restauració, 1 d'una empresa immobiliària, 7 d'empreses de serveis, 2 d'entitats de l'administració pública i 2 d'empreses classificades com a «altres activitats de serveis».
Dels 15 establiments de servei als particulars que hi havia el 2009, 1 era una oficina de correu, 2 tallers de reparació d'automòbils i de material agrícola, 1 paleta, 2 guixaires pintors, 2 fusteries, 2 lampisteries, 1 electricista, 1 empresa de construcció, 1 perruqueria i 2 restaurants.
L'únic establiment comercial que hi havia el 2009 era una fleca.
L'any 2000 a Fontenay-Saint-Père hi havia 7 explotacions agrícoles que ocupaven un total de 604 hectàrees.

## Equipaments sanitaris i escolars
El 2009 hi havia una escola elemental.

## Poblacions més properes
El següent diagrama mostra les poblacions més properes.